# Aeroportul Teniente Vidal
Aeroportul Teniente Vidal (IATA: GXQ, ICAO: SCCY) este un aeroport din Provincia Coyhaique, Regiunea Aysén, Chile ce deservește zona Coyhaique.
Situat la o altitudine de 310 m, aeroportul dispune de o singură pistă.